# Finisterre-Huon jezici
Finisterre-Huon jezici (privatni kod: hufi; Huon-Finisterre), transnovogvinejska skupina jezika koji se govore na području Papue Nove Gvineje. Prema novijoj klasifikaciji sastoji se od dvije uže skupine sa 61 jezikom, Finisterre i Huon. Ranija podjela bila je na
(62) jezika koja je uključivala i jezik Abaga [abg], danas priključen u madanške jezike
a. Finisterre (41) Papua Nova Gvineja:
a1. Abaga (1): abaga. Danas se vodi kao predstavnik skupine madang.
a2. Erap (11): finongan, gusan, mamaa, munkip, nakama, nek, nimi, nuk, numanggang, sauk, uri.
a3. Gusap-Mot (7): iyo, madi, nekgini, neko, ngaing, rawa, ufim.
a4. Uruwa (5): nukna, sakam, som, weliki, yau.
a5. Wantoat (3): awara, tuma-irumu, wantoat.
a6. Warup (8): asaro'o, bulgebi, degenan, forak, guya, gwahatike, muratayak, yagomi.
a7. Yupna (6): bonkiman, domung, gabutamon, ma, nankina, yopno.
b. Huon (21):
b1. Istočni (8) Papua Nova Gvineja: borong, dedua, kâte, kube, mape, migabac, momare, sene.
b2. Kovai (1) Papua Nova Gvineja: kovai.
b3. Zapadni (12) Papua Nova Gvineja: burum-mindik, kinalakna, komba, kumukio, mese, nabak, nomu, ono, selepet, sialum, timbe, tobo.

## Vanjske poveznice
- Ethnologue (14th)